# Bel Ami (Musical)
Bel Ami ist der Titel eines 1960 (mit Johannes Heesters in der Titelrolle) uraufgeführten  Musicals von Peter Kreuder nach dem gleichnamigen Roman von Guy de Maupassant.

## Handlung
Georges Duroy, ein französischer Soldat mit zweifelhafter Vergangenheit, kehrt aus dem Algerienkrieg nach Paris heim. Obwohl er weder über irgendwelche finanzielle Mittel noch sonstige Talente verfügt, hat er großen Erfolg bei Frauen, die ihn „Bel Ami“ nennen und ihm zu Geld und beruflichem Aufstieg verhelfen. Sein ihm verpflichteter Freund Forestier, der Chefredakteur einer einflussreichen Zeitung, stellt ihn dem französischen Kolonialminister Laroche vor. Von diesem erhält er den Auftrag, eine Artikelserie über Algerien zu schreiben. Da er dazu nicht in der Lage ist, hilft ihm Forestiers Frau Madeleine, die auch die Artikel ihres Mannes verfasst und dabei die mit Börsenspekulationen verquickte Politik des Kolonialministers unterstützt. Als Forestier bei einem als Jagdunfall deklarierten Duell vom Kolonialminister erschossen wird, avanciert Duroy zum Chefredakteur und heiratet Madeleine. Das ist für ihn jedoch kein Hindernis, auch weiterhin den Bel Ami zu spielen. So wird er von einer seiner Freundinnen gewarnt, dass ihn der Kolonialminister wieder fallenlassen will. Eine andere hilft ihm dann, den Kolonialminister als Madeleines Liebhaber zu überführen. So kann er Laroche zum Rücktritt zwingen und selbst Kolonialminister werden. Er lässt sich von Madeleine scheiden und heiratet Suzanne, die Tochter seines Amtsvorgängers. Als ihn dieser wegen in Algerien begangener Straftaten verhaften lassen will, verfügt Bel Ami als Minister seine eigene Amnestierung. So erreicht Georges Duroy, der während seiner Militärzeit in Algerien wegen einer für seinen Freund Forestier begangenen Unterschlagung verurteilt wurde und dann aus der Gefängnishaft flüchtete, trotz seiner dunklen Vergangenheit in der korrupten Pariser Gesellschaft um 1900 den Gipfel seiner Macht.

## Songs
- Sensationen
- Eine Zeitung
- Ça c'est Paris
- Komm mit, Cherie
- Braungebrannt und abgebrannt kam aus Algier ich nach Haus
- Was lernt man schon bei den Soldaten
- Bel Ami, schöner Freund
- Song des Frackverleihers
- In Algier fließen Honig, Milch und Öl
- Raus aus den Klamotten und der alten Lebensweise
- Ich steh am Start
- Wenn die Mutti sagt, ich muss ins Bett
- Es rauschen in Algerien die Palmen im Winde
- Heute lernt die Welt mich kennen
- Wenn man dir Geld gibt
- Klagelied einer jungen Witwe
- Jetzt geb ich Kontra
- Das Auge des Gesetzes wacht
- Ein Skandal, das darf nicht sein
- Bel Ami